# Guy2Bezbar
Guy2Bezbar, pseudonimo di Guy-Fernand Kapata (Parigi, 3 dicembre 1997), è un rapper francese di origine congolese.

## Biografia
Guy-Fernand Kapata è nato e cresciuto nel XVIII arrondissement di Parigi, in una famiglia di origine congolese.

## Carriera
Pubblica il suo primo mixtape, Mixtape nel 2015, mentre nei due anni seguenti escono i volumi 1 e 2 del mixtape Jungle. In parallelo, si dedica all'attività di calciatore, tentando un provino con la squadra inglese del West Ham United, pur senza ottenere l'ingaggio. Si unisce invece al Paris FC e successivamente al Red Star.
Il 19 novembre 2021 torna sulla scena musicale con il suo primo album in studio, chiamato Coco Jojo. Esso si compone di 18 tracce e vede la partecipazione di artisti come Hamza, Zkr, Tayc e Mayo. L'anno seguente inizia una collaborazione con il rapper Leto, che si concretizza nell'uscita del joint album Jusqu'aux étoiles l'11 novembre. L'uscita del disco è seguita qualche mese dopo da un concerto all'Olympia di Parigi.
Il 17 novembre 2023 è la volta dell'album Ambition, contenente 16 tracce e le collaborazioni di SDM, Jey Brownie, Josman, Koba LaD e Franglish. Una nuova versione del disco, chiamata Ambition II, viene resa disponibile ad inizio 2024, e vede l'aggiunta di 12 brani inediti, con i featuring di Rsko, Fally Ipupa e Dinos.

## Discografia

### Album in studio
- 2021 – Coco Jojo
- 2022 – Jusqu'aux étoiles (con Leto)
- 2023 – Ambition

### Mixtape
- 2015 – Mixtape
- 2016 – Jungle vol. 1
- 2017 – Jungle vol. 2

### EP
- 2024 – Maison blanche
- 2025 – Black House